# Peter Schep
Pieter „Peter“ Otto Schep (* 8. März 1977 in Lopik) ist ein niederländischer Radsporttrainer und Radsportfunktionräsowie ehemaliger Bahn- und Straßenradrennfahrer.

## Radsport-Karriere
Peter Schep begann 2001 bei dem AXA Cycling Team. Bei den Olympischen Spielen 2004 in Athen wurde er Fünfter in der Mannschaftsverfolgung mit dem niederländischen Team und Siebter im Punktefahren. 2005 gewann er bei der Bahnweltmeisterschaften in Los Angeles seine erste Silbermedaille mit Jens Mouris, Niki Terpstra und Levi Heimans in der Mannschaftsverfolgung. Bei der WM im Jahr darauf in Bordeaux wurde Schep Weltmeister im Punktefahren. 
Auf der Straße konnte Peter Schep im Jahr 2000 eine Etappe der Olympia’s Tour für sich entscheiden. 2006 gewann er den Omloop van de Glazenstad.
Bei den Bahnradsport-Weltmeisterschaften 2011 im niederländischen Apeldoorn errang Schep Silber im Zweier-Mannschaftsfahren, gemeinsam mit Theo Bos. Bei der UEC-Derny-Europameisterschaft im selben Jahr in Montichiari holte er den Titel hinter Schrittmacher Joop Zijlaard. Im selben Jahr wurde bei ihm ein Knochentumor im Nacken diagnostiziert und operiert. Der Tumor erwies sich als gutartig.
Zwischen 2004 und 2013 bestritt Schep insgesamt 56 Sechstagerennen, von denen er sieben gewann. Ende der Saison 2013 beendete er seine Radsport-Karriere. Sein letztes Rennen war das Sechstagerennen in Amsterdam.

## Berufliches
Seit 2014 fungiert Schep als stellvertretender Sportlicher Leiter und Assistent von Michael Zijlaard beim Sechstagerennen in Rotterdam. 2016 wurde er Nationaltrainer der Ausdauermannschaft im niederländischen Radsportverband Koninklijke Nederlandsche Wielren Unie (KNWU), nachdem er zunächst als Assistent für den Nachwuchs zuständig gewesen war. Seit 2019 fungiert er als „Performance Director“ der Mannschaft EF Education-EasyPost.

## Erfolge – Straße
2000
- eine Etappe Olympia’s Tour

## Erfolge – Bahn
2003
- Niederländischer Meister – Scratch

2004
- Niederländischer Meister – Punktefahren

2005
- Weltmeisterschaft – Mannschaftsverfolgung (mit Niki Terpstra, Jens Mouris und Levi Heimans)
- Bahnrad-Weltcup in Moskau – Punktefahren

2006
- Weltmeister – Punktefahren
- Europameisterschaft – Zweier-Mannschaftsfahren (mit Danny Stam)
- Sechstagerennen Amsterdam (mit Danny Stam)

2007
- Bahnrad-Weltcup in Manchester – Zweier-Mannschaftsfahren (mit Jens Mouris)
- Bahnrad-Weltcup in Sydney – Zweier-Mannschaftsfahren (mit Jens Mouris)
- Europameister Madison (mit Jens Mouris)

2008
- Weltmeisterschaft – Punktefahren
- Niederländischer Meister – Madison (mit Wim Stroetinga)

2009
- Sechstagerennen Rotterdam (mit Joan Llaneras)

2010
- Weltmeisterschaft – Punktefahren
- Niederländischer Meister – Scratch, Zweier-Mannschaftsfahren (mit Theo Bos)
- Sechstagerennen von Gent (mit Iljo Keisse)

2011
- Weltmeisterschaft – Zweier-Mannschaftsfahren (mit Theo Bos)
- Niederländischer Meister – Dernyrennen (hinter Joop Zijlaard)

2012
- Sechstagerennen Rotterdam (mit Wim Stroetinga)
- Bremer Sechstagerennen (mit Robert Bartko)
- Sixday-Nights Zürich mit Kenny De Ketele

2013
- Sechstagerennen Berlin mit Roger Kluge

## Teams
- 2001 AXA-VVZ
- 2002 AXA-VVZ
- 2003 AXA Cycling Team
- 2004 AXA Cycling Team
- 2005 AXA Cycling Team
- 2006 Ubbink-Syntec
- 2007 Ubbink-Syntec
- 2008 Ubbink-Syntec Cycling Team
- 2009 AA Drink-BeOne
- 2010 AA Drink Cycling Team (bis 30. April)
- 2010 Koga-Creditforce-Ubbink Track Cycling Team (ab 1. Mai)
- 2011 Ubbink-Koga Cycling Team
- 2012 Koga Cycling Team
- 2013 Koga Cycling Team